# ウェヌスとローマ神殿

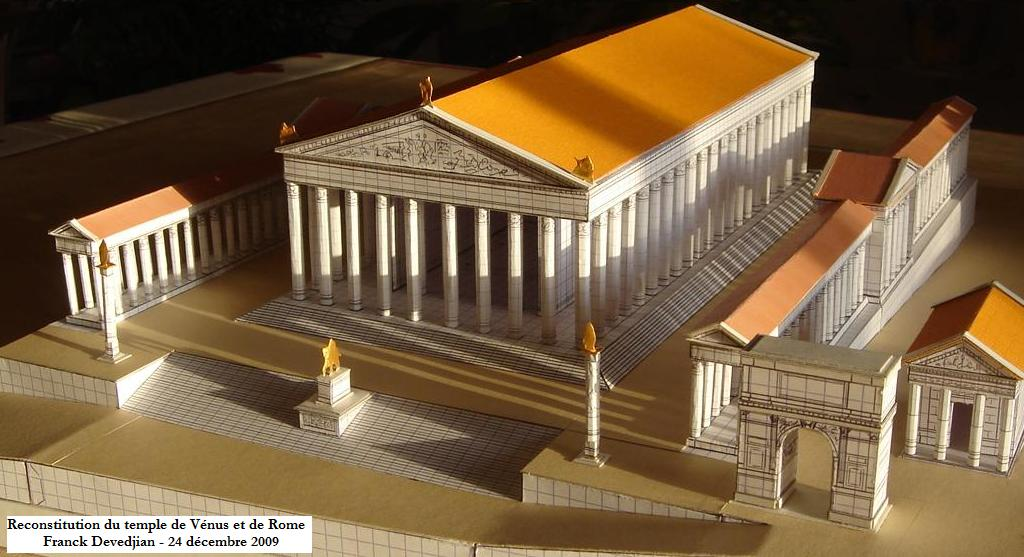
再現模型

ウェヌスとローマ神殿（ラテン語: Templum Veneris et Romae，イタリア語: Tempio di Venere e Roma）は古代ローマで既知の最大の神殿。フォロ・ロマーノの東端、コロッセオの近くにあり、女神ウェヌス・フェリクス（好意的なウェヌス）と女神ローマ（永遠なるローマ）を祭っている。ローマ皇帝ハドリアヌスが設計した。建設は121年に始まり、ハドリアヌスにより公式に公開されたのが135年、アントニヌス・ピウスにより最終的に完成したのが141年である。307年の火災で損傷したが、マクセンティウス帝が設計を変更して修復した。

## 歴史
ネロ帝のドムス・アウレアの遺構の上に建てられた神殿であり、ネロの巨像 (Colossus of Nero) は近くのアンフィテアトルムに移されて、そこが後にコロッセオと呼ばれるようになった。ハドリアヌスに仕えた最も優秀な建築家ダマスカスのアポロドーロスは、その神殿の内陣に安置された女神の座像の大きさについて、もし女神が立ち上がろうとしたら頭を天井にぶつけてしまうだろうと軽蔑的な意見を述べたと言われている。アポロドーロスはこの後間もなく追放され、処刑されたと言われている。
その後テオドシウス1世の対立皇帝として帝位を僭称したエウゲニウス（在位392年 - 394年）は、キリスト教以前の宗教や神殿の保護政策の一環としてこの神殿を修理させている。

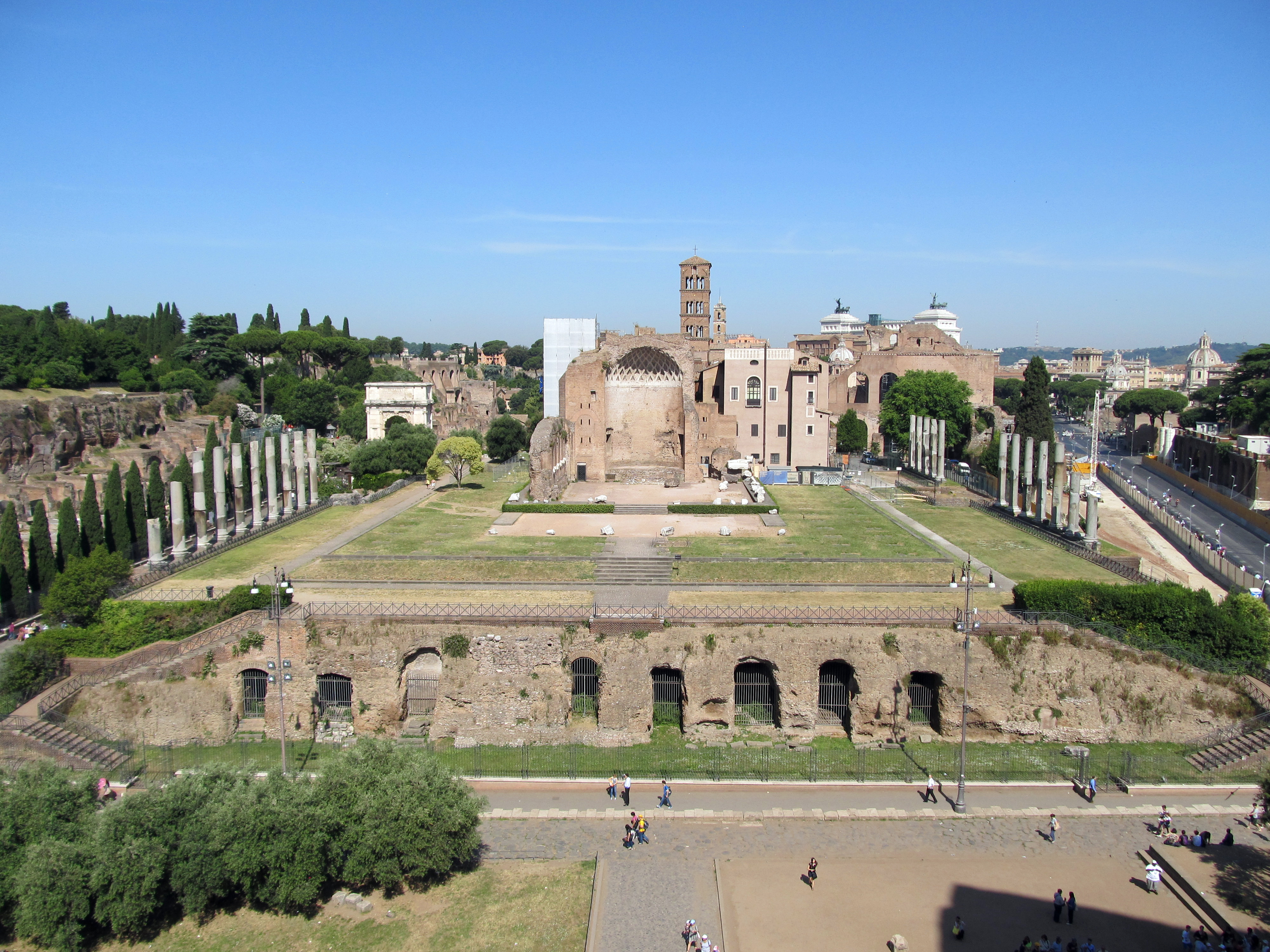
コロッセオから見たウェヌスとローマ神殿

9世紀初頭の大地震で、再びこの神殿が損傷を受けた。850年ごろ、教皇レオ4世がこの神殿の廃墟に新たな教会サンタ・マリア・ノヴァ教会の建設を命じた。この教会は1612年に大修復されサンタ・フランチェスカ・ロマーナ教会となった。このとき、かつての女神ローマの内陣が鐘楼として組み込まれた。
何世紀もかけて、この神殿の周りを囲んでいた円柱は取り除かれていった。元々の位置に建っている円柱はごくわずかで、ほとんどは代わりにツゲの木が植えられた。

## 建築
基壇の大きさは長さ145m、幅100mで、その上の（周柱式）ペリスタイルは長さ110m、幅53mあった。高さは29.5mで、彫像も含めると31mとなる。中央の部屋（内陣）は2つあり、それぞれに愛の女神ウェヌスとローマの女神ローマの座像が置かれていた。内陣は対称に背を向ける形で配置されていて、西を向いたローマはフォロ・ロマーノを見渡し、東を向いたウェヌスはコロッセオを見つめていた。それぞれの内陣の入口部分は4本の柱が並ぶ4柱式ポルチコがあり、コロッセオのすぐ近くまでコロネードで囲まれた参道が延びていて、その先端に階段があった。
神殿の短辺（東側と西側）には10本の白い円柱が並び、南と北の長辺には18本の円柱が並んでいた。それぞれの円柱の幅は1.8mで、神殿を非常に印象的にしていた。
1913年にドイツ人建築家 Josef Bühlmann が開始した神殿内部の復元では、格間で装飾したヴォールト型天井で覆われた2つの通路で中央の身廊を挟み、その身廊はコリント式円柱の長いコロネードで構成されていた。柱の上には二重のエンタブラチュアがあり、その終端にエクセドラがあり、その上が格間で装飾された半ドームになっていて、そこに座像があった。通路の背後の壁には台座があって小さな円柱が差し込まれている。その柱と柱の間には壁龕があり、小さな像が置かれていて、アーチ形と三角形のペディメントが交互に並んでいる。さらに小さな像が壁面の円柱のエンタブラチュアの上に置かれている。
さらにハドリアヌス帝は、巧妙な仕掛けを施していた。ウェヌスは愛の女神であり、ラテン語で「愛」は "AMOR" である。これを逆から綴ると "ROMA"（ローマ）となる。つまり、ウェヌスとローマを背中合わせにして対称な神殿とすることで名前も対称になっている。ウェヌスの内陣には新婚のカップルが生贄を捧げる祭壇もあった。その左右にはマルクス・アウレリウスとその妻である小ファウスティナの大きな銀製の彫像が置かれていた。